# Culprits (Fernsehserie)
Culprits ist eine britische Miniserie, die von J Blakeson erdacht wurde. Die Uraufführung der Miniserie fand am 7. Oktober 2023 im Rahmen der 67. Ausgabe des London Film Festival statt. In Großbritannien erfolgte die reguläre Veröffentlichung der Miniserie am 8. November 2023 durch Disney+ als Star Original. Im deutschsprachigen Raum fand die Erstveröffentlichung der Miniserie am 29. November 2023 durch Disney+ via Star statt.

## Handlung
Für den Familienvater Joe Petrus ist der amerikanische Traum zum Greifen nah: Er lebt mit seinem Verlobten Jules und den beiden Stiefkindern Frankie und Bud in einem verschlafenen Vorort und ist im Begriff, ein neues Kapitel in seinem Leben aufzuschlagen. Was seine Familie jedoch nicht weiß, ist, dass Joe ein Geheimnis mit sich herumträgt. Vor drei Jahren wurde er von der Britin Dianne Harewood, einer berüchtigten Größe in der kriminellen Unterwelt, rekrutiert, um sich ihrem Team von Leuten mit spezifischen Fähigkeiten anzuschließen und an einem hochriskanten Einbruch teilzunehmen, der Joe vermögend machte und ihm ein ganz neues Leben ermöglichte. Doch nun holt ihn seine Vergangenheit ein. Ein unbekannter und kaltblütiger Auftragsmörder macht Jagd auf die Teammitglieder, welche in den Einbruch verwickelt waren, und ist bestrebt, sie einen nach dem anderen umzubringen. Da Joe klar ist, dass es nur eine Frage der Zeit ist, bis auch seine Familie ins Visier des Auftragsmörders gerät, macht er sich auf den Weg nach London, um dem Ganzen ein Ende zu setzen und seine Liebsten zu beschützen. Dazu tritt er mit ehemaligen Mitgliedern des Teams in Kontakt, um gemeinsam mit ihnen die Hintergründe und Strippenzieher zu ermitteln und die Angelegenheit zu einem Abschluss zu bringen, während er gleichzeitig versucht, Dianne aufzuspüren.

## Besetzung und Synchronisation
Die deutschsprachige Synchronisation entstand nach den Dialogbüchern von Stefan Wellner sowie unter der Dialogregie von Sebastian Schulz durch die Synchronfirma Lavendelfilm in Potsdam.
| Rolle                         | Schauspieler           | Synchronsprecher          |
| ----------------------------- | ---------------------- | ------------------------- |
| Joe Petrus / David / „Muscle“ | Nathan Stewart-Jarrett | Tobias Schmitz            |
| „Officer“                     | Kirby Howell-Baptiste  | Esra Vural                |
| „Devil“                       | Ned Dennehy            | Gerrit Hamann             |
| Jules                         | Kevin Vidal            | Florian Hoffmann          |
| Frankie                       | Maria Nash             | Asya Tolaz                |
| Bud                           | Baeyen Hoffman         | Ben Joel Schulz           |
| „Right Hand“                  | Tom Mothersdale        | Sebastian Schulz          |
| „Soldier“                     | Laura Morgan           | Ilona Otto                |
| „Psycho“                      | Niamh Algar            | Jill Böttcher             |
| Azar Mizouni                  | Tara Abboud            | Derya Flechtner           |
| „Fixer“                       | Karl Collins           | Stefan Bräuler            |
| Dianne Harewood               | Gemma Arterton         | Maria Koschny             |
| Marcello Bari / „Driver“      | Vincent Riotta         | Erich Räuker              |
| Youssef Mizouni               | Kamel El Basha         | Reinhard Scheunemann      |
| „Doctor“                      | Amara Karan            | Silvia Mißbach            |
| Fuse / Robert Yates           | Mark Field             | Vlad Chiriac              |
| Kyle Bedrosian                | Morgan Kelly           | Daniel Völz               |
| The Intermediary              | Juliet Cowan           | Claudia Kleiber           |
| Harry Metcalf                 | Grant Masters          | Bernd Vollbrecht          |
| Don Bardwell                  | Colin Salmon           | Marko Bräutigam           |
| Philip Wainwright             | Jo Stone-Fewings       | Marco Wittorf             |
| Malek Mizouni                 | Uriel Emil             | Sebastian Christoph Jacob |
| Colin                         | Nathan Welsh           | Dennis Sandmann           |
| Catherine Marking             | Suzette Llewellyn      | Diana Holtorff            |
| Carl Marking                  | Jude Akuwudike         | Rüdiger Kluck             |
| Gwen Irving                   | Jodie McNee            | Franziska Trunte          |
| Gareth Cross                  | Lee Colley             | Edwin Gellner             |
| Vincent Hawkes                | Eddie Izzard           | Hanns Jörg Krumpholz      |
| Hotelmanager                  | Alex Skarbek           | Rüdiger Kluck             |
| Businessman                   | Tom Phillips           | Andreas Conrad            |
| Privatdetektiv                | Jason Weinberg         | Felix Lampert             |
| Sami Tahar                    | Kiran Sonia Sawar      | Sonja Spuhl               |
| Mrs. Bedrosian                | Shanda Bezic           | Diana Holtorff            |
| Rotmaskierter Schläger        | Gary Fannin            | Sven Brieger              |
| Einbrecher                    | Murray Urquhart        | Rüdiger Kluck             |

## Episodenliste
| Nr. | Deutscher Titel              | Originaltitel                      | Erstveröffentlichung (UK) | Deutschsprachige Erstveröffentlichung (D/A/CH) | Regie           | Drehbuch      |
| --- | ---------------------------- | ---------------------------------- | ------------------------- | ---------------------------------------------- | --------------- | ------------- |
| 1   | Nutzungsänderung             | Change of Use                      | 8. Nov. 2023              | 29. Nov. 2023                                  | J Blakeson      | J Blakeson    |
| 2   | Seeteufel                    | Angler Fish                        | 8. Nov. 2023              | 29. Nov. 2023                                  | J Blakeson      | J Blakeson    |
| 3   | Pflegedienstleitung          | Pflegedienstleitung                | 8. Nov. 2023              | 29. Nov. 2023                                  | J Blakeson      | J Blakeson    |
| 4   | Kreise in einem Kreis        | Circles in a Circle                | 8. Nov. 2023              | 29. Nov. 2023                                  | Alex Straker    | J Blakeson    |
| 5   | Hinsetzen und Hand aufs Herz | Let Us Sit Bent, and Talk Straight | 8. Nov. 2023              | 29. Nov. 2023                                  | Nadia Latif     | Claire Oakley |
| 6   | Gefäße                       | Vessels                            | 8. Nov. 2023              | 29. Nov. 2023                                  | Rose Lewenstein | Claire Oakley |
| 7   | Das ist unsere Ausfahrt      | This Is Our Exit                   | 8. Nov. 2023              | 29. Nov. 2023                                  | James McCarthy  | Claire Oakley |
| 8   | Ein Wald                     | A Forest                           | 8. Nov. 2023              | 29. Nov. 2023                                  | J Blakeson      | J Blakeson    |